# Burlaki
Burlaki (en rus: Бурлаки) és un poble de l'óblast de Tiumén, a Rússia, que en el cens del 2010 tenia 121 habitants.